# 湯·韋迪加
湯馬斯·占士·韋迪加 MBE（英語：Tom Whittaker，1898年7月21日—1956年10月24日）是英格蘭足球員、領隊、訓練員，曾在40-50年代帶領阿仙奴并获得1947至1948赛季英格兰足球甲级联赛的冠军。
1956年，维特克因心脏病在伦敦大学学院医院去世，享年58岁。